# Département Capital (La Pampa)
Pour les articles homonymes, voir Département Capital.
Le département Capital est une des 22 subdivisions de la province de La Pampa, en Argentine. Son chef-lieu est la ville de Santa Rosa.
Le département a une superficie de 2 525 km2. Sa population était de 96 920 habitants au recensement de 2001 (source : INDEC).

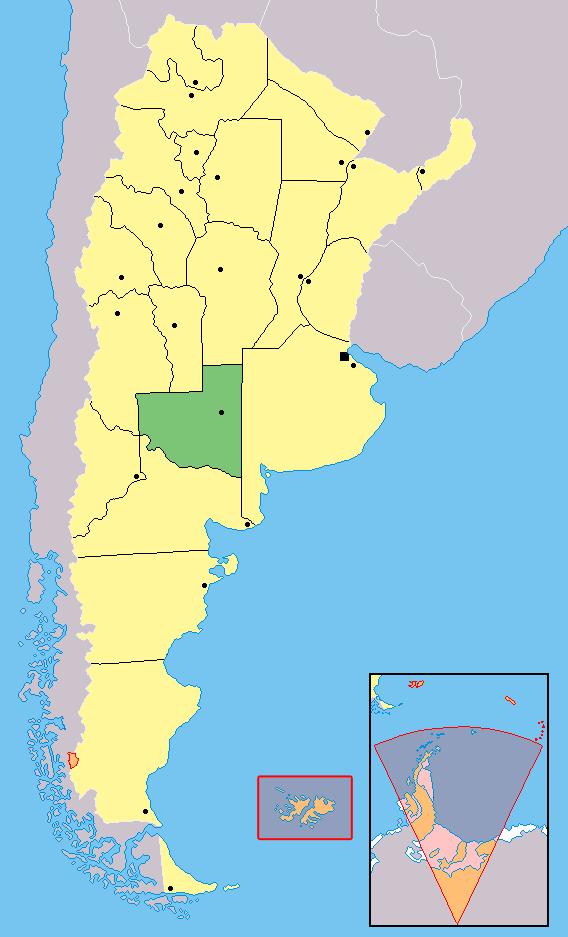
Localisation de la province de La Pampa en Argentine.